# داوسونویل (جورجیا)
داوسونویل، جورجیا (به انگلیسی: Dawsonville, Georgia) یک شهر در ایالات متحده آمریکا با جمعیت ۲٬۵۳۶ نفر است که در جورجیا واقع شده‌است.

## موقعیت جغرافیایی
موقعیت جغرافیایی شهرها و مناطق اطراف به شرح زیر است: